# Always With Me, Always With You
Always With Me, Always With You é uma balada instrumental do guitarrista virtuoso estadunidense Joe Satriani.
A canção foi lançada em 1987, com o álbum Surfing with the Alien, e foi o único single do álbum a tocar nas rádios.
Em 1988, Satriani lança o videoclipe da canção. Esse clipe aparece no documentário The Satch Tapes, de 2003.
Sobre a gravação e a inspiração para esta canção, Satriani, em entrevista ao site songfacts, disse o seguinte: "Essa foi uma canção de amor direta para minha esposa (Rubina Satriani). Lembro-me de ter escrito isso uma tarde. A coisa mais engraçada sobre isso é que a gravação e a mixagem ficaram muito diferentes do que eu lembro que era minha ideia original. Achei que seria algo muito profundo, exuberante e com eco. E quando chegamos ao estúdio, descobrimos que todos aqueles arpejos soavam melhor, completamente secos e diretos, e que todas as performances de bateria que Jeff Campitelli havia tocado na verdade não combinavam, e acabamos não usando 99% dos tambores. Tudo o que acabamos usando foi o bumbo na ponte. Mas acabou sendo uma abordagem de gravação muito diferente... ou abordagem de mixagem. Realmente ajudou o álbum, quando aquela música apareceu, de repente não havia mais uma banda de rock. Era um tipo diferente de tela. Então foi uma espécie de revelação, na verdade, terminar isso. Isso mudou nossos pensamentos sobre o que poderíamos fazer com um instrumental de guitarra".

## Prêmios e Indicações
Esta canção recebeu por 3 vezes indicação ao Grammy Awards.
| Ano  | Versão         | Cd                     | Prêmio        | Indicação                          | Resultado |
| ---- | -------------- | ---------------------- | ------------- | ---------------------------------- | --------- |
| 1989 | Versão estúdio | Surfing with the Alien | Grammy Awards | Best Pop Instrumental Performance  | Indicado  |
| 2002 | Versão ao vivo | Live in San Francisco  | Grammy Awards | Best Rock Instrumental Performance | Indicado  |
| 2008 | Versão ao vivo | Satriani Live!         | Grammy Awards | Best Rock Instrumental Performance | Indicado  |

Aparição em Rankings
| Ano  | Publicação                     | Ranking                                            | Posição     | Ref.  |
| ---- | ------------------------------ | -------------------------------------------------- | ----------- | ----- |
| 2022 | Revista Guitar Player Magazine | 40 solos de guitarra mais importantes do Século XX | 37ª Posição | [ 6 ] |

## Gravações
Abaixo encontra-se a tabela de onde a música é encontrada, e em qual versão.
| Ano  | Versão     | Álbum                                                  | Formato        | Tamanho  |
| ---- | ---------- | ------------------------------------------------------ | -------------- | -------- |
| 1988 | Estúdio    | Surfing with the Alien                                 | CD             | 3:22 min |
| 1993 | Videoclipe | The Satch Tapes                                        | VHS/DVD (2003) |          |
| 1993 | Estúdio    | The Beautiful Guitar                                   | CD             | 3:22 min |
| 1993 | Ao vivo    | Time Machine                                           | CD             | 3:22 min |
| 2001 | Ao Vivo    | Live in San Francisco                                  | CD/DVD         | 3:50 min |
| 2003 | Estúdio    | The Electric Joe Satriani: An Anthology                | CD             | 3:22 min |
| 2004 | Ao Vivo    | G3: Rockin' in the Free World                          | CD/DVD         | 4:16 min |
| 2006 | Ao Vivo    | Satriani Live!                                         | CD/DVD         | 9:43 min |
| 2010 | Ao Vivo    | Live in Paris: I Just Wanna Rock                       | CD/DVD         | 9:01 min |
| 2012 | Ao Vivo    | Satchurated: Live in Montreal                          | CD/DVD/Blu-Ray | 3:50 min |
| 2015 | Ao Vivo    | Surfing in San Jose - The Classic 1988 Radio Broadcast | CD             | 3:04 min |

## Na Cultura Popular
- "Always With Me, Always With You" toca no episódio "Por que não podemos ser amigos" ("Why Can't We Be Friends") de 2012 do American Dad.[7]

## Covers e Remixes
- No fim de 2010, a rapper Nicki Minaj sampleou "Always With Me, Always With You" em sua música "Right Thru Me" de seu álbum de estréia Pink Friday.[8]